# St. Georg und Mauritius (Wildpoldsried)

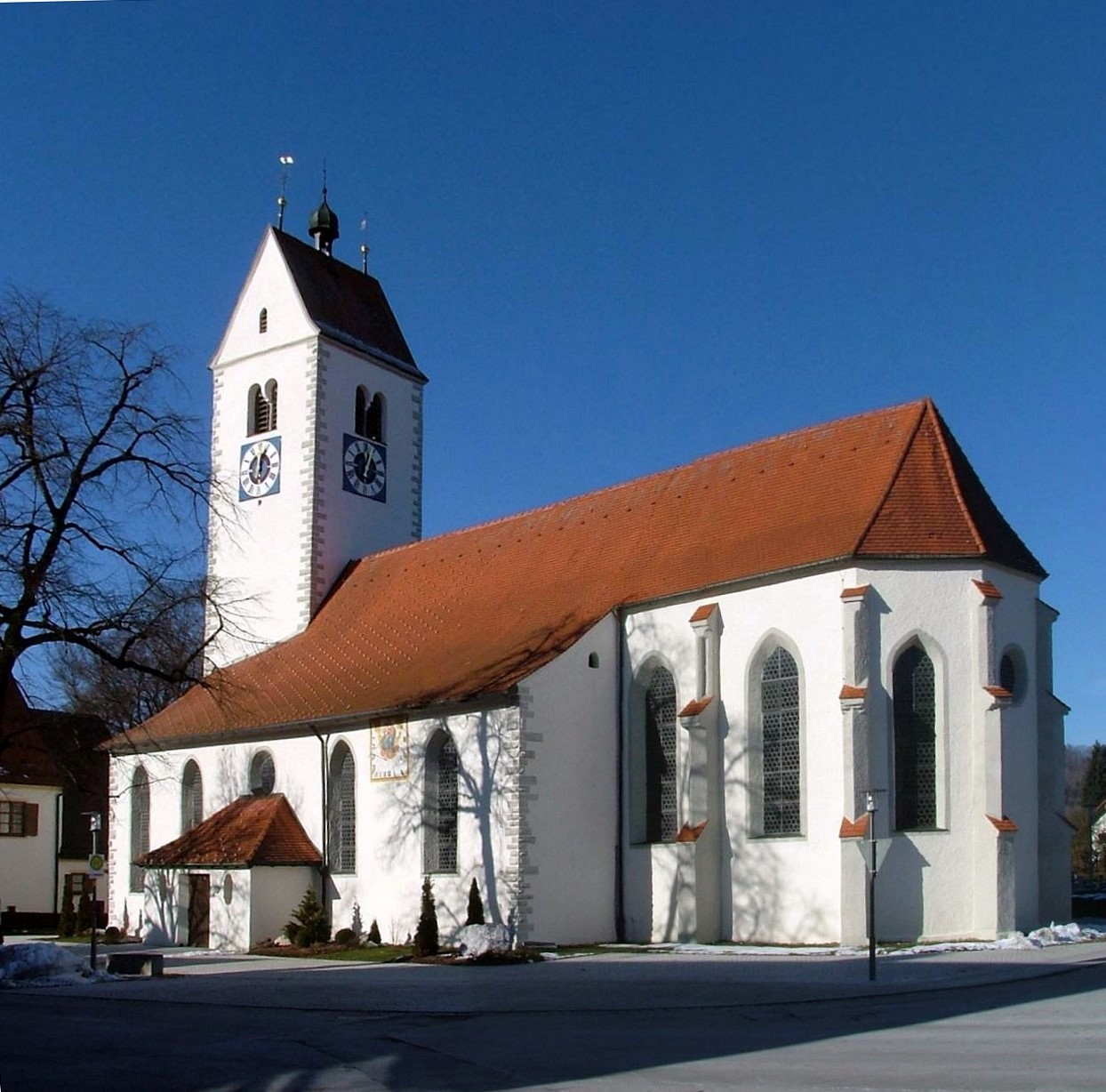
St. Georg und Mauritius in Wildpoldsried

Die römisch-katholische Pfarrkirche St. Georg und Mauritius steht in Wildpoldsried, einer Gemeinde im schwäbischen Landkreis Oberallgäu in Bayern. Das Bauwerk ist in der Liste der Baudenkmäler in Wildpoldsried als Baudenkmal unter der Nr. D-7-80-147-1 eingetragen.

## Beschreibung
Die Pseudobasilika wurde im späten 15. Jahrhundert erbaut und 1725 barock umgestaltet. Ihr Langhaus besteht aus einem hohen Mittelschiff und zwei niedrigen Seitenschiffen. Der eingezogene, dreiseitig geschlossene, von Strebepfeilern gestützte Chor steht im Osten. Der 1595 nach einem Brand erneuerte Kirchturm springt zur Hälfte in das Langhaus im Westen ein. Er ist quer mit einem Satteldach bedeckt, auf dem eine kleine Laterne sitzt. Sein oberstes Geschoss beherbergt die Turmuhr und den Glockenstuhl mit fünf Kirchenglocken. Die Kirchenausstattung wurde 1881–1884 von Wilhelm Engel neugotisch gestaltet. Die Statuen stammen von Leopold Mutter. Einen Leuchter hat um 1519 Jörg Lederer gestaltet. Eine Darstellung der Anna selbdritt wird Hans Ludwig Ertinger zugeschrieben.